# Porta Sempione
Porta Sempione è stata la prima delle nuove cinque porte più recenti di Milano, ricavata lungo i bastioni spagnoli, oggi demoliti, e realizzata nell'ampio piazzale retrostante la piazza d'Armi del Castello Sforzesco come ingresso trionfale alla città dalla Francia. 
Posta a nord-ovest della città, è costituita da due caselli daziari e dal monumentale Arco della Pace, realizzato dal Cagnola. Sorge al centro dell'attuale piazza Sempione, alle spalle dell'omonimo parco, all'imbocco dell'Asse del Sempione.

## La porta romana
Una Porta Giovia romana era già presente nelle mura romane di Milano, edificate, probabilmente, sotto il principato di Ottaviano Augusto e si trovava in fondo alla attuale Via San Giovanni sul Muro, forse dalla parte verso via Cusani. La Porta si apriva verso l'importante strada verso Castelseprio ed il suo contado. 
All'esterno delle mura erano ospitati, in linea con la tradizione romana, edifici sepolcrali che hanno lasciato traccia di sé attraverso alcune lapidi reimpiegate nella costruzione di chiese quali San Carpoforo (in Brera) e la vicina basilica di San Simpliciano (lungo corso Garibaldi).

## La porta medioevale
Della porta romana non rimane alcuna traccia se non il toponimo S. Giovanni al muro rotto, che sembra suggerire la sopravvivenza, nei secoli, di tracce dell'antica fortificazione.
La porta venne sostituita dalla Porta Giovia medievale nell'impianto delle mura medievali di Milano realizzate a partire dal 1155, nonché delle mura rifatte nel 1171, successive alle devastazioni del Barbarossa. Essa venne avanzata verso nord, sino all'altezza dell'attuale Rocchetta all'interno del Castello.

## La inclusione nel castello
Oggi l'edificio non è più rintracciabile a motivo delle intense trasformazioni subite dall'area a seguito della costruzione della Rocca di Porta Giovia, tra il 1358 e il 1368. Sotto Filippo Maria Visconti esso divenne residenza di città del duca e venne, quindi, trasformata in un vero e proprio castello con pianta quadrangolare, con attorno un nuovo fossato e difeso da due doppi ponti levatoi: uno verso la città, l'altro verso il Seprio. L'area retrostante, verso la campagna, venne trasformata in una tenuta boschiva per facili battute di caccia.

## L'arco della pace

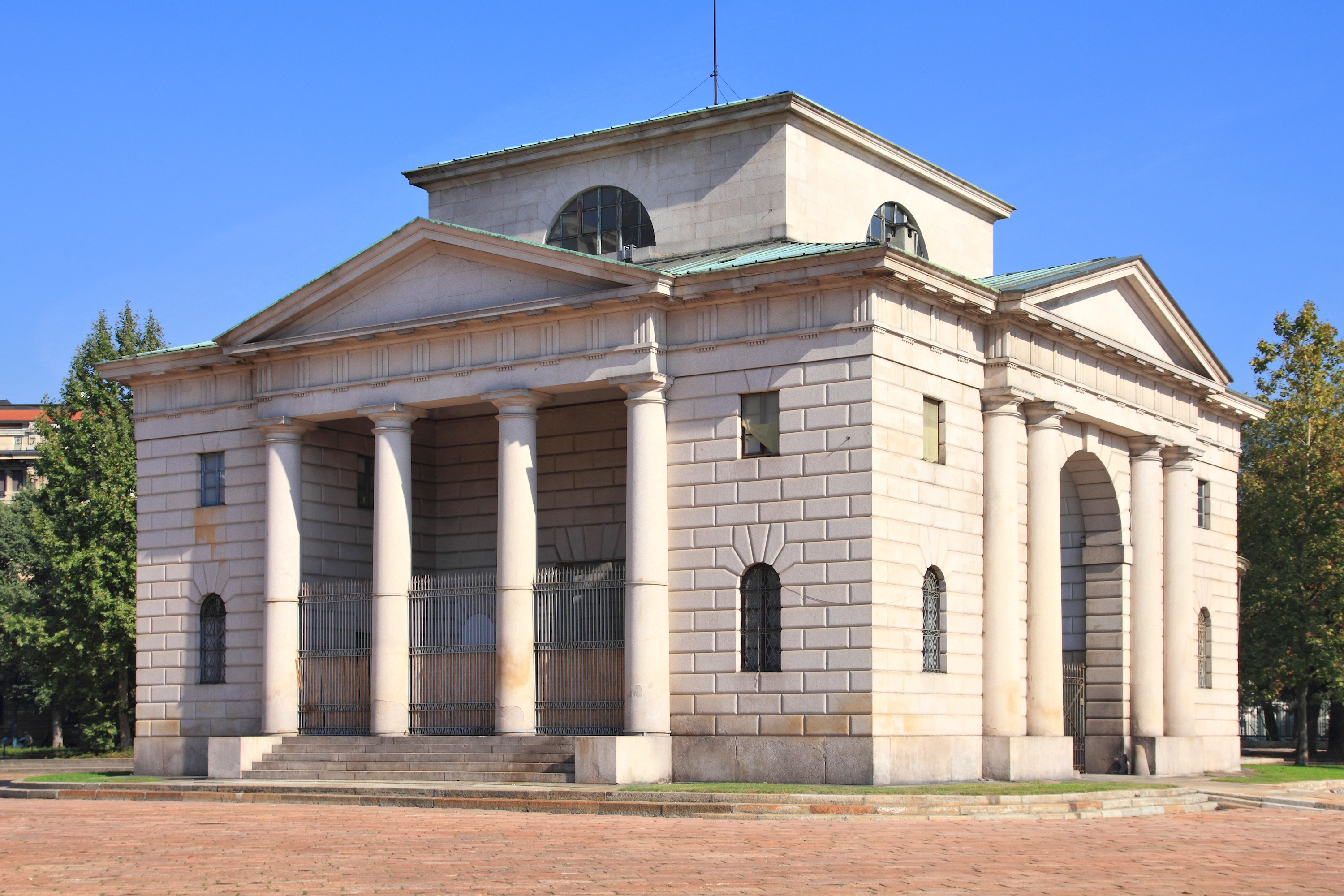
Uno dei due caselli daziari di Porta Sempione

Da questo momento, la storia della porta si confonde interamente con quella del Castello Sforzesco.  Essa rinacque metaforicamente con l'edificazione, all'inizio dell'Ottocento, dell'Arco della Pace del Cagnola.
Da Porta Giovia uscì la sera del 22 marzo 1848 l'esercito austriaco del feldmaresciallo Josef Radetzky, sconfitto dai milanesi alle cinque giornate.